# Ходнев, Алексей Иванович
Алексей Иванович Ходнев (1818—1883) — государственный деятель, тайный советник. Видный русский учёный-химик и химик-технолог, изобретатель и педагог, доктор физики и химии, профессор химии Императорского Харьковского университета, популяризатор естественных наук и переводчик, просветитель и общественный деятель. Деятельный сотрудник, учёный секретарь, историограф, цензор трудов и почётный член Императорского Вольного экономического общества, председатель его III отделения, член-учредитель и товарищ председателя Комитета грамотности при обществе. Полный кавалер ордена Святой Анны.

## Биография
Родился 6 (18) февраля 1818 года. Происходил из обер-офицерских детей.
Первоначальное образование получил в Доме воспитания бедных детей Императорского человеколюбивого общества, полный курс которого окончил с отличием и без особого труда поступил в Главный педагогический институт. После окончания в 1841 г. физико-математического факультета Главного педагогического института оставлен при институте, по ходатайству академика Г. И. Гесса и, по высочайшему повелению, с 13.02.1842 г. за казённый счёт был командирован на два года в Европу для продолжения образования, с условием предварительной подготовки в России по избранным предметам (химии), под руководством академика Г.И. Гесса; с 1.10.1842, по ведомству Министерства народного просвещения, состоял в службе, в звании действительного студента. В первый год командировки, с 29.10.1842 по 31.07.1843, являлся студентом Берлинского университета, слушал лекции и работал в лабораториях немецких химиков Ричарда Маршана (Richard Felix Marchand), Генриха Розе и Карла Раммельсберга. Во второй год командировки слушал лекции и работал в лаборатории Юстуса фон Либиха в Гиссенском университете, после чего, по прошению, продолжил образование в Парижском университете. Срок заграничной командировки был продлен на полгода на собственном содержании, выразившемся в получении возвратной ссуды от Главного педагогического института на продолжение командировки. В 1843 - 1845 годах работы Ходнева по химическим опытам (физической, неорганической и органической химии) были опубликованы в немецких журналах «Annalen der Physik und Chemie», «Annalen der Chemie und Pharmacie» и «Journal für praktische Chemie».
В 1845 возвратился в Россию, получил разрешение прочитать пробную лекцию по химии в Главном педагогическом институте и был допущен к испытанию на степень магистра в С.-Петербургском университете. В январе 1846 избран действительным членом Императорского С.-Петербургского минералогического общества, проводил, совместно с секретарем общества Ф. И. Вёртом, химические опыты с минералами хионит из Миаска, и криолит из Гренландии, результаты которых опубликованы в статье «Минералогическое и химическое исследование минерала Хионита из Миаска» ж-ла «Verhandlungen der Russisch-Kaiserlichen Mineralogifchen Gesellschaft» (Том за 1845-1846. - СПб.: тип. Карла Крайя. 1846. С. 208-221), издаваемом обществом в С.-Петербурге на немецком языке.

### В Харьковском университете (1846 - 1854)
С 6.05.1846 удостоен и с 13.06.1846 года утвержден в степени магистра химии по 2-му отделению философского факультета С.-Петербургского университета за диссертацию по химии «Состав студенистых растительных веществ и их физиологическое назначение» (СПб., 1846), и, c того же числа – 13.06.1846, определён адъюнктом для преподавания физики и химии в Императорском Харьковском университете. Разработал и читал собственные курсы по физиологической (органической) и технической химии на физико-математическом (образован в 1850 г. из 2-го отделения философского факультета) и медицинском (применительно к физиологии и патологии) факультетах, составив и издав в сентябре 1847 г. в Харькове первый русский учебник по биохимии ("Курс физиологической химии") и сочинение «Историческое развитие понятий о хлоре и влияние их на теоретическую часть химии». В конце 1847 года ему была предложена кафедра технологии в Казанском университете (вместо Н. Н. Зинина), но он отказался посчитав, что «технология составляет для меня предмет почти совершенно чуждый».
C 16.01.1848 избран действительным членом Императорского Московского общества сельского хозяйства.
С 28.04.1848 удостоен и с 3.06.1848 года утвержден в степени доктора естественных наук (физики и химии) 2-го отделения (физико-математического) философского факультета Харьковского университета за сочинение «О соединении органической химии с минеральной в одно целое»; с 8.10.1848 утвержден экстраординарным профессором химии и физики Харьковского университета, однако, без особой кафедры "не в пример другим", с правом чтения лекций по кафедрам химии и физики; с 13.06.1849 – надворный советник.
Разрабатывая курс технической химии, изобрел новый способ переработки стеаринов для организации в России промышленного производства полустеариновых свечей и 24.07.1850 года, за три тысячи рублей, в счет будущих доходов от использования технологии, уступил право на технологию харьковскому купцу 3-й гильдии Ивану Николаевичу Богомолову, владельцу одного из трех в г. Харькове химических заводов, с обязательством получить патент на технологию, по которому уступает право, и принять на себя обязанности по проектированию и совместному управлению фабрикой по производству полустеариновых свечей; 31.08.1850 подал в Департамент мануфактур и внутренней торговли Министерства финансов прошение, о выдаче ему 10-летней привилегии (патента) на способ фабрикации (промышленное производство) полустеариновых свечей; однако, в 1853 году получил отказ Департамента мануфактур и внутренней торговли на выдачу привилегии (патента) на фабрикацию (промышленное производство) полустеариновых свечей методом Ходнева, долго судился по поводу полученных денег, и судебным решением IV департамента Правительствующего Сената от 29.11.1867, был обязан вернуть полученный задаток бывшему компаньону.
С 15 октября 1850 до конца марта 1851 года еженедельно читал при Харьковском университете публичные лекции по технической химии. Составил Отчет о состоянии и деятельности Императорского Харьковского университета за 1850/51 академический год (Харьков. 1851).
Высочайшим приказом от 4.11.1852, по ведомству Министерства народного просвещения, производится, за выслугу лет, из надворных – в коллежские советники, со старшинством с 13.06.1852.
С 31.10.1853 года избран действительным членом (в Харькове) по IV (по части рукодельной) отделению Императорского Вольного экономического общества (И. В. Э. О.), которое заведовало музеем общества, занималось рассмотрением и испытанием «разных машин и снарядов», и при котором была химическая лаборатория, с освобождением от уплаты членских взносов, так как он «своими учеными трудами приобрел европейскую известность». Большой отклик в среде членов И. В. Э. О. имело описание опытов с кермеком и другими подобными ему растениями: «Кермек и его употребление» (СПб., 1853) «Исследование некоторых дубильных материалов» (СПб., 1854) - опубликованные в "Трудах И. В. Э. О."
С 3.04.1854 утвержден ординарным профессором химии и физики Харьковского университета, однако, без особой кафедры "не в пример другим",  с правом чтения лекций по кафедрам химии и физики.
С 30.06.1854 возглавил кафедру химии и до 1.10.1854 года был командирован в С.-Петербург и в Москву, с целью приобретения приборов и оборудования для оснащения химической лаборатории Харьковского университета; в октябре 1854 года подал прошение об отставке с университетской кафедры и с 11.11.1854 уволен с мундиром, присвоенным профессорской должности. Отставка высочайше утверждена 9.12.1854.
Ходнев первым в России стал пропагандировать унитарную теорию О. Лорана и Ш. Жерара. На многих примерах доказал (Каталитические явления. -  Журнал Министерства народного просвещения. 1852. № 8), что каталитические явления – это обычные химические реакции взаимодействия, протекающие с образованием и распадом промежуточных соединений.
До оставления службы в Харьковском университете Ходневым напечатаны следующие работы:
1) Thermochemische Untersuchungen. Jour. f. prak. Chem. В. XXVIII S. 116, 321 (1843);
2) Ueber die Einwirkung des Kalis auf dor Kupferoxyd, das Kupferoxydul, das Eisenoxyd und das Silber. Ibidem. XXVIII. 217 (1843);
3) Ueber die nеutrale phosphorsauro Baryterde. Ibid. XXIX, 201 (1843);
4) Untersuchung der organischen Säuren in unreifen Zwetschen (prunes domestica) und Stachelbeeren. Ibid. B. LIII. S. 283 (1843);
5) Oligoklas aus Finnland, Untersuchung eines schwärzlichgrünen Glimmers von Vesuv und eines krystallisirten Buntkupfererzes. Poggendorf’s Ann. d. Physik und Chemie. B. LXI. S. 381, 390, 395 (1844);
6) Pectin, Pectinsäure und Metapektinsäure. Ann. Ch. Pharm. B. LI, S. 355 (1844);
7) Chemische Untersuchung des Chioliths aus Miask, über phosphorsaure Kalkerde in der russischen Kreideformation und über den Domanik. Verhandlungen der Mineralog. Gessell. zu S.-Petersb. (1846);
8) Состав студенистых растительных веществ и их физиологическое значение. (Маг. дисс.). СПб. 1846;
9) Историческое развитие понятий о хлоре и влияние их на теоретическую часть химии. Харьков. 1847;
10) Курс физиологической химии. Т. 1 и 2. Харьков. 1847-1848;
11) О соединении минеральной и органической химии в одно целое. (Докт. дисс.). Харьков. 1848;
12) Beiträge zur Kenntniss der Alkoholate und der salpetersauren Magnesia. Bull. Petersb. Akad. VIII. 137 (1849), а также Ann. Ch. Ph. Bd. 71, S. 241 (1849);
13) Введение в курс технической химии. (1850);
14) Каталитические явления (актовая речь в 1851 году), также Журн. Мин. Нар. Просв. 1852, № 8.
Кроме этого, были приготовлены к печати и отосланы для печатания:
1) Химическое исследование кермеса: кермес и его употребление.
2) Первая часть «Курса технической химии», написанная по поручению Мин. Нар. Пр. и одобренная для руководства в реальных классах гимназий. Курс технической химии, 2 части, издан в СПб. 1855-1856. В основу его положен тот курс, который Ходнев читал в течение нескольких лет в Харькове в вид публичных лекций.

### В Санкт-Петербурге (1855 - 1883)
Был в отставке с 11.11.1854 по 17.07.1855 года.
Переехал в С.-Петербург, по домашним обстоятельствам, и сделал химическую технологию одним из основных предметов своих занятий. Получил разрешение совета И. В. Э. О., начиная с 25.01.1855, еженедельно, по вторникам (с 21.02.1855 – по понедельникам, с 06.03.1855 – по понедельникам и четвергам), читать публичные бесплатные лекции по «прикладной химии» применительно к разным отраслям хозяйства, на кафедре Дома (Главного штаба) И. В. Э. О. (на углу Обуховского, впоследствии – Большого Царскосельского проспекта и ул. 4-й роты Измайловского полка), которые пользовались большой популярностью и читались по апрель 1855 года включительно; 11.12.1854 представил на рассмотрение общего собрания И. В. Э. О. рукопись «Курса технической химии», разработанного в Харькове в 1852-1854 годах, и за счет средств И. В. Э. О. изданного в 1855-1856 годах в двух частях (в 1855 – Ч. 1., по неорганической химии, и в 1856 – Ч. 2., по органической химии) в серии «Хозяйственные и технические руководства, издаваемые от И. В. Э. О.».
В апреле 1855 года, в разгар Восточной войны 1853-1856 гг., направил в Штаб инспектора всей артиллерии свои предложения о новом способе производства селитры для военных нужд (производства пороха) в промышленном масштабе, с приблизительной сметой на организацию опытного фабричного производства и предложением своих услуг «за весьма умеренную плату» по руководству такими опытами.
Высочайшим приказом от 17.07.1855 № 30, принят в службу гражданским чиновником, в прежнем чине коллежского советника, по Военному ведомству, с назначением действительным членом Артиллерийского отделения (по химической технологии) Военного ученого комитета при Военном министерстве (в 1859 Артиллерийское отделение было преобразовано во Временный артиллерийский комитет при штабе генерал-фельдцейхмейстера, а с декабря 1862 –  в Артиллерийский (Технический) комитет при Главном артиллерийском управлении Военного министерства), и состоял в службе, по ведомству Военно-ученого комитета, действительным и совещательным членом до конца жизни, занимаясь химико-физическими испытаниями образцов селитры и пороха, исследованиями различных способов ускоренного добывания селитры для военных нужд.
В августе – сентябре 1855 года промышленные опыты над селитрой по способу Ходнева производились на Охтинском пороховом заводе. Был награжден светло-бронзовой медалью «В память войны 1853 – 1856» на Андреевской ленте.
В собрании И. В. Э. О. от 27.10.1855, утверждено дозволение ему продолжить, начатое в январе 1855 года, еженедельное чтение в зале общества публичных бесплатных лекций по прикладной химии.
С 12.05.1856 года в первый раз был избран членом Ревизионной комиссии И. В. Э. О. для проверки годовых отчетов, впоследствии неоднократно избирался ревизором общества; 26.05.1856 удостоен золотой медали И. В. Э. О. «за постоянно-усердное и отчетливое рассмотрение поступающих в Общество статей по части химии и технологии».
Указом от 26.08.1856 пожалован, в награду отлично-усердной и ревностной службы, по Артиллерийскому отделению Военно-ученого комитета, кавалером ордена Святой Анны 3 степени.
9.09.1856 года присутствовал на диспуте физико-математического факультета С.-Петербургского университета при защите диссертации «Об удельном объеме» на звание магистра химии старшим учителем естественных наук Одесской гимназии Д.И. Менделеевым, сделав несколько замечаний по предмету защиты, и в дальнейшем поддерживал с выдающимся русским ученым товарищеские отношения (любопытно, что первый набросок своей Периодической системы, Менделеев сделал на обратной стороне полученного от Ходнева делового письма).
С 19.09.1856 года получил разрешение инспектора всей артиллерии, генерал-фельдцейхмейстера, Е. И. Выс. великого князя Михаила Николаевича на публикацию результатов опытов по предложенному способу фабричного производства селитры в «Артиллерийском журнале».
С 31.10.1856 временно замещал должность учёного секретаря И. В. Э. О., на время болезни штатного секретаря. Кроме проведения проверки трудов и экспертизы образцов фабричной и кустарной продукции, поступающих на рассмотрение в И. В. Э. О., в 1856-1857 годах избирался чл. Комиссии для составления алфавитного систематического каталога библиотеки, чл. Комиссии для рассмотрения образцов мясного сухарного и рыбного порошка, а также сушеных впрок овощей (присылаемых в И. В. Э. О. для участия в конкурсе, объявленном в 1854), чл. Комиссии по рассмотрению фабричных кожевенных изделий, посылаемых в 1857 году на Варшавскую мануфактурную выставку, и членом др. комиссии общества.
Высочайшим приказом от 26.05.1857 № 22, по Артиллерийской части Военного министерства, производится в чин статского советника, со старшинством с 19.02.1857.
В том же - 1857 году, кроме IV, избран членом II и III отделений И. В. Э. О.
С 23.01.1857 еженедельно, по средам, начал чтение последнего курса публичных лекций по органической химии, в применении к сельскому хозяйству, домашнему быту и к промышленности, организованные И. В. Э. О.
В том же - 1857 году, стал одним их первых корреспондентов журнала «Экономический указатель» Министерства внутренних дел, под редакцией И.В. Вернадского, в №№ 38 и 41 за 1857 год журнала опубликовал статью «О средствах очищения воздуха», в № 51 за тот же  год - статью «Несколько замечаний по поводу статьи “Торф, как наилучший материал для освещения”».
С 4.01.1858 избран членом комиссии по разработке проекта нового устава И. В. Э. О.
По Артиллерийскому комитету, в 1858 году командирован в малороссийские губернии, для руководства работами по более рациональным способам обработки селитренных бурт, по поручению Военного министерства, составил и издал «Руководство к селитроварению в Малороссии и в прилежащих к ней селитропроизводительных губерниях» (СПб., 1858), опубликовал цикл статей о селитренном промысле в России в журнале «Экономический указатель» (1858. Вып. 8 (№ 60), стр. 173-179 - Вып. 9 (№ 61), стр.193 – 199), в «Артиллерийском журнале» (1858. № 1. Отд. 2, стр. 91-128), а также исторический очерк развития селитренного промысла в «Воронежских губернских ведомостях» (1858. №№ 14 и 15). За отличие, высочайши пожалован единовременным вознаграждением, в сумме 1000 руб.
В том же – 1858 году, стал сотрудничать в рубрике «Вопросы научных знаний» издания «Листок для всех», газете «реальных знаний, промышленности, хозяйства, домоводства и народной медицины», с 1.01.1858 г. издаваемой В.П. Бурнашевым, бывшим редактором-издателем «Трудов» и «Экономических записок» И. В. Э. О.
В качестве почетного гостя 17.01.1858 года выступал на торжественное собрание бывших воспитанников Императорского Харьковского университета, в честь празднования 50-летнего юбилея университета, состоявшееся в гостинице «Знаменской» (на Знаменской площади, напротив Николаевского вокзала в С.-Петербурге).
С 2.12.1858 начал чтение публичных платных лекций по прикладной химии в бывшем концертном зале Пассажа, организованные от Торгового дома «С. Струговщикова, Г. Похитонова, Н. Водова и Ко», которые пользовались большой популярностью; у тех же организаторов издал перевод 2-х томного сочинения Мора Ф. «Руководство к химическому анализу мерою: (Метода титрирования)» - СПб.: тип. Торг. Дома С. Струговщикова, Г. Похитонова, Н. Водова и К°, 1859.
С 18.04.1859 по 1.12.1860 - председатель III отделения (вспомогательным сельскому хозяйству наукам) И. В. Э. О., председатель и член разных «особых» комиссии при отделении.
С 8.10.1859 принял на себя временную редакцию «Трудов» и «Экономических записок», издаваемых И. В. Э. О., и состоял в этой должности по 17.12.1860 года.
В том же - 1859 году, издал сочинение «Химическая часть товароведения: Исследование съестных припасов и напитков» (СПБ., 1859) и перевод практического учебного пособия «Учебник химии, или Первоначальное изучение химии при помощи самых простых опытов, без пособия наставника» (СПб., 1859) Юлиуса Штёкгардта, а годом ранее - перевод сочинения Джеймса Финли Вейра Джонстона «Химические сведения о различных предметах из вседневной жизни» в 2-х томах (СПб., 1858).

#### Служба в Санкт-Петербурге (1860-1870)
С 6.05.1860 назначен членом особой комиссии Временного артиллерийского комитета для исследования нового способа углежжения, необходимого при производстве пороха.
В том же - 1860 году, участвовал (без успеха) в конкурсе на должность адъюнкта Николаевской академии Генерального штаба.
С 31.10.1860, по просьбе президента И. В. Э. О., принял на себя обязанности исправляющего должность учёного секретаря И. В. Э. О., до новых выборов; с 12.04.1862 избран учёным секретарем И. В. Э. О. и далее, до конца жизни, каждое трёхлетие избирался учёным секретарем общества огромным большинством голосов. С оставлением в должности учёного секретаря, избирался членом многочисленных временных комиссии при отделениях И. В. Э. О. по разработке разных вопросов, став не только одним из самых деятельных участников общества, но и его первым историографом.
В 1860 году назначен председателем V комиссии Распорядительного (Главного) комитета С.-Петербургской мануфактурной и сельскохозяйственной выставки, а также, с 7.01.1861 - членом-экспертом особой комиссии по присуждению участникам выставки медали Е. И. Выс. великой княгини Елены Павловны.
С 1.12.1860 – чл.-учредитель С.-Петербургского комитета грамотности при И. В. Э. О, с 1864 по 1870 год дважды избирался на 3-летие товарищем председателя бюро Комитета грамотности, состоял членом комиссии Комитета грамотности по присуждению золотой медали И. В. Э. О. за труды по народному образованию.
C 1860 по 1862 год избирался в состав дирекции (членом контрольно-совещательного комитета) с.-петербургского акционерного Общества заводской обработки животных продуктов, с 3.03.1862 избран в члены ликвидационной администрации общества.
В том же – 1860 году, назначен совещательным членом Мануфактурного совета при Министерстве финансов, принимал участие в составлении различных экспертиз.
Зимой 1861/62 академического года в Михайловской артиллерийской академии прочитал курс лекций по селитренной промышленности применительно к военным нуждам, обозрение которых были опубликованы в «Артиллерийском журнале» (1862. №№ 9 - 10), «Военном сборнике» (1862. Т. XXVIII. Отд. II. С. 233-237), в журнале «Промышленность» (1863. Т. IX. №№ 2-3).
В 1861 году назначен членом учебного комитета при IV отд. С. Е. И. В. канцелярии (Ведомства учреждений императрицы Марии) по разработке проекта о преобразовании ремесленного училища для воспитанников Московского воспитательного дома и устройстве Московского технического училища на правах университета с двумя факультетами (механики и химии). За усердие и труды по Ведомству учреждений императрицы Марии, был высочайши пожалован бриллиантовым перстнем.
С 20.01.1862 состоял членом С.-Петербургского комитета общественного здравия и, по поручению комитета, участвовал в исследовании «ждановской жидкости» (септика) применительно к её использованию в городском и сельском хозяйстве.
Весной 1862 депутатом от И. В. Э. О. командирован в Англию для обозрения Лондонской всемирной выставки и её Русского отдела. Возвратившись, в общем собрании И. В. Э. О. от 6.09.1862, выступил с кратким отчетом о Русском отделе.
Указом от 17.04.1862 пожалован, в воздаяние отлично-усердной и ревностной службы, по Временному артиллерийскому комитету, кавалером ордена Святой Анны 2-й ст.
С 28.08.1862 избран членом Комиссии по испытаниям разных земледельческих и сельскохозяйственных орудий и машин, ежегодно проводимых И. В. Э. О. По высочайшему соизволению, с 21.09.1862 принял на себя обязанности товарища цензора трудов, издаваемых И. В. Э. О. (обязанность цензора возлагалась на председателя совета И. В. Э. О.). В том же – 1862 году, стал сотрудничать в «Земледельческой газете».
С 14.01.1863 депутатом от И. В. Э. О. избран членом совместной комиссии Медицинского комитета при Министерстве внутренних дел и Медицинского комитета Общества для распространения в России оспенной ретровакцинации, и впоследствии, с 20.11.1875 - член совместной комиссии Медицинского совета Министерства внутренних дел и И. В. Э. О., при участии Императорской С.-Петербургской медико-хирургической академии и С.-Петербургской детской больницы принца Ольденбургского, для разработки руководства к прививанию телячьей и гуманизированной оспы.
С 1863 года состоял членом комиссии И. В. Э. О. по вопросу семенного комиссионерства для содействия сельским хозяевам. С 31.10/5.12.1863 избран членом комиссии И. В. Э. О. по исследованию России в сельскохозяйственном и экономическом отношении.
С 5.12.1863 избран членом комиссии музейного отделения моделей сельскохозяйственных орудий и машин И. В. Э. О. Сельскохозяйственного публичного музея при Министерстве государственных имуществ (открытого в здании с.-петербургского Экзерциргауза), заведовал устройством химического отдела музея и здесь же читал публичные лекции по химии, применительно к разным отраслям сельского хозяйства (см. также: А.И. Ходнев. Об устройстве музеумов с целью народного образования и практической пользы: Читано в торжественном общем собрании И. В. Э. О. от 31 окт. 1862 г. - Экономические записки И. В. Э. О. 1862. № 45).
С 16.01.1864 избран членом комиссии И. В. Э. О. по вопросам найма рабочих и разработке рабочих (трудовых) книжек, в 1863 году введенных правительством в обращение в России, и находившихся в ведении особого комитета Министерства внутренних дел. С 13.02.1864 избран членом комиссии И. В. Э. О. по исследованию сельскохозяйственной аренды. С 2.04.1864 избран членом комиссии по Дому И. В. Э. О. и переезду общества в центральную часть С.-Петербурга.
Высочайшим приказом от 19.04.1864 № 16, по Военному ведомству, пожалован, за отличие по службе, в чин действительного статского советника, с оставлением по Артиллерийскому комитету.
С 14.05.1864 избран членом комиссии по пересмотру устава И. В. Э. О. и членом комиссии по летним сельскохозяйственным опытам.
Осенью 1864 командирован в Москву депутатом от И. В. Э. О. для обозрений отделов сельско-заводской и ремесленной промышленности Всероссийской сельскохозяйственной выставки, проходившей с 15.09. по 15.10.1864 в Манеже, устроенной Императорским Московским обществом сельского хозяйства при участии Министерства государственных имуществ, и с 17.09.1864 председательствовал на собраниях сельских хозяев, устроенных во время выставки; в торжественном заседании И. В. Э. О. от 31.10.1864 года, выступил с отчётом по отделу технической и сельской ремесленной промышленности.
С 20.12.1864 избран действительным членом (в С.-Петербурге) Комитета шелководства при Императорском Московском обществе сельского хозяйства.
С 1.05.1865 по 4.04.1881 года  - член Учёного комитета Министерства народного просвещения, с оставлением по Артиллерийскому комитету.
В том же - 1865 году, по представлению совета Дерптского ветеринарного училища, министром народного просвещения утверждён в звании первого члена-корреспондента этого училища.
С 10.09.1865 избран почётным членом (в С.-Петербурге) Кавказского общества сельского хозяйства.
С 1 по 7.11.1865 принимал активное участие в торжественных мероприятиях по случаю 100-летнего юбилея И. В. Э. О. По поручению общества, составил и выступил с историческим очерком основания и деятельности общества и бывших его президентов («История Императорского Вольного экономического общества»), исполнял обязанности председателя заседаний Сельскохозяйственного съезда, ежедневно проходивших, в течение недели, в Доме дворянского собрания.
В собрании отделения статистики Императорского Русского географического общества от 25.11.1865 года предложен в члены общества, и в общем собрании от 16.02.1866 избран действительным членом Императорского Русского географического общества, по отделению статистики.
С 1866 по 1874 год – действительный член С.-Петербургского собрания сельских хозяев, его деятельный участник.
С 1866 по 1868 год - действительный член Русского технического общества, по I отделению (химической технологии и металлургии). Покинул общество вследствие публичной критики своего отзыва на новый способ производства брони из железа на Ижорском заводе (Назаровского способа «прямого получения железа и стали из руд», рассмотренного 15.03.1868 в заседании Русского технического общества), в публичном заявлении от 20.11.1868 года отказавшись вести дальнейшую полемику по этому вопросу.
С 11.04.1866 по 5.03.1883 год – член Ученого комитета при Департаменте сельского хозяйства Министерства государственных имуществ, с оставлением в прочих занимаемых должностях и званиях.
По должности учёного секретаря И. В. Э. О. и как действительный член Императорского Русского географического общества, по отделению статистики, с 11.10.1866 избран депутатом от И. В. Э. О. в члены сводной комиссии знаменитой Экспедиции по исследованию хлебной торговли и производительности России 1867-1875 годов, предпринятой И. Р. Г. О. и И. В. Э. О., при участии министерств Государственных имуществ, Внутренних дел, Военного и Морского, в Северо-Западных, Юго-Западных, Юго-Восточных, Центральных, Северо-Восточных, Верхневолжских и Нижневолжских областях России.  
Приказом от 20.05.1867 № 21 министра государственных имуществ, уволен в отпуск, за границу – в Париж, с 15.05. по 1.09.1867 года. Формальный отпуск был необходим А.И. Ходневу для посещения и обозрения Всемирной парижской выставки. В торжественном общем собрании И. В. Э. О. от 31.10.1867 прочитал составленный отчет по выставке.
Высочайшим приказом от 4/16.06.1867 № 24, по Артиллерийскому ведомству, назначен, из действительных членов бывшего Артиллерийского комитета - совещательным членом Технического комитета Главного артиллерийского управления.
26.09.1867 принимал участие, как член Опытной комиссии от II-го отделения И. В. Э. О. и учёный секретарь общества, в наблюдении за ходовыми испытаниями в С.-Петербурге, на Адмиралтейской пристани, нового водно-пожарного парового катера, изобретения  А.И. Шпаковского.
3-го, 4-го, и 7.11.1867 года в С.-Петербургском собрании сельских хозяев участвовал, депутатом от И. В. Э. О., в заседаниях Съезда депутатов от Министерства государственных имуществ и от Сельскохозяйственных обществ, по обсуждению мер для развития в России сельскохозяйственного образования и распространения сельскохозяйственных знаний.
Высочайшим приказом от 17.12.1867 № 53, по Интендантскому ведомству Военного министерства, назначен членом Технического комитета Главного интендантского управления, с оставлением в прочих занимаемых должностях и званиях.
С 20.12.1867 по 5.03.1883 год - действительный член IV класса Технического комитета Главного интендантского управления Военного министерства, с оставлением в прочих занимаемых должностях и званиях; занимался разработкой технологий производства по главным предметам интендантского довольствия армии (хлеба, мяса и тканей); в январе 1871 года с большим успехом читал цикл публичных лекции о значении мяса и изделий из него в ряду питательных веществ, применительно к военному довольствию, при Николаевской академии Генерального штаба; участвовал в составлении «Инструкции по наблюдению за приготовлением ржаных сухарей» применительно к военным нуждам.
С 9.02.1868 года, как член бывшего Ломоносовского комитета, учрежденного 19.03.1865 при Академии наук для проведения ломоносовского юбилея (6-9.04.1865), назначен членом-экспертом с правом совещательного голоса особой Комиссии по присуждению премий Академии наук и Министерства народного просвещения при высочайши учрежденном Комитете для образования Ломоносовского капитала, за лучшее жизнеописание Ломоносова. Академическая премия присуждалась за «строго ученое жизнеописание Ломоносова с оценкой его деятельности писателя, ученого и гражданина». Министерская премия присуждалась за «общепонятное для народа жизнеописание Ломоносова с оценкой его деятельности писателя, ученого и гражданина».
Указом от 17.05.1868 пожалован, в воздаяние отлично-усердной и полезной службы, по ведомству Технического комитета Главного артиллерийского управления, кавалером ордена Святого Владимира 3-й ст.
С 6.03.1869 избран действительным членом Русского химического общества.
Приказом от 26.06.1869 № 28 министра внутренних дел, утвержден совещательным членом Ветеринарного комитета Министерства внутренних дел, с 4.02.1869 года, с оставлением в прочих занимаемых должностях и званиях.

#### Служба в Санкт-Петербурге (1870 - 1880)
Указом от 30.08.1870 пожалован, за отличие и труды, по должности члена Ученого комитета Министерства народного просвещения, кавалером ордена Святого Станислава 1-й ст.
В том же - 1870 году, по представлению высочайше учрежденной Комиссии по устройству Всероссийской мануфактурной выставки 1870 года в С.-Петербурге, министром финансов назначен членом комитета экспертов по III отделению выставки - произведений из растительных, животных и минеральных материалов, требующих химической подготовки.
С 5.12.1870 избран, за особые заслуги, почётным членом Императорского Московского общества сельского хозяйства.
С 20.08.1871 избран членом особой комиссии I-го отделения И. В. Э. О. для составления программы исследования ярославского крупного рогатого скота, предназначенной к открытию осенью 1872 года 2-й Всероссийской выставки рогатого скота в Москве (отчеты об исследовании были напечатаны в январской и февральской книжках «Трудов И. В. Э. О.» за 1873).
С 15.05.1872 по 9.05.1873 года состоял членом комиссии по разработке учебных планов реальных училищ при Министерстве народного просвещения, по таким предметам, как естественная история, физика, химия и химическая технология.
В заседании от 10.08.1872 года избран вице-президентом III отделения (статистки горной и мануфактурной промышленности) VIII Международного статистического конгресса в С.-Петербурге.
Приказом от 23.12.1872 № 23 министра народного просвещения, объявлена признательность Министерства народного просвещения, за труды по составлению планов преподавания в гимназиях физики и естественных наук.
В том же - 1872 году, избран членом комиссии статистического отделения И. Р. Г. О. по исследованию кустарной промышленности России.
Указом от 1.01.1873 пожалован, за отличие и труды, по должности члена Ученого комитета Министерства народного просвещения, кавалером ордена Святой Анны 1-й ст.
В том же - 1873 году, избран членом комиссии по разработке стенных естественно-исторических таблиц для народных школ, издаваемых И. В. Э. О. с целью распространения в народе «здравых понятий по сельскому хозяйству».
В том же - 1873 году, высочайше разрешено принять и носить австрийского ордена Франца-Иосифа Большого креста.
Приказом от 2.02.1874 № 3 министра народного просвещения, объявлена признательность Министерства народного просвещения, за труды по составлению учебных планов и примерных программ предметов, преподаваемых в реальных училищах министерства.
Приказом от 8.06.1874 № 13 товарища министра народного просвещения, объявлена признательность Министерства народного просвещения, за труды по составлению правил об испытаниях учеников гимназий и прогимназий ведомства Министерства народного просвещения, а равно правил для учеников и о взысканиях, с дополнительной к ним запиской.
С 1874 года депутатом от И. В. Э. О. избран членом высочайши учрежденной Комиссии по исследованию кустарной промышленности в России, состоящей при Мануфактурном совете Министерства финансов.
С 1874 по 1879 год состоял членом комиссии статистического отделения И. Р. Г. О. для обсуждения земской статистики и одновременно состоял членом аналогичной комиссии III-го отделения И. В. Э. О. (по изданию «Земского ежегодника»), которое безуспешно пыталось создать центральный земский статистический орган (отклонив предложение И. Р. Г. О. о совместной разработке данного вопроса), а также членом комиссии по присуждению медалей И. Р. Г. О. по отделению статистики.
Неоднократно избирался (1861, 1862, 1869 и 1875) членом комиссий по пересмотру программы и порядка выпуска периодических изданий («Экономического листка» и «Трудов») И. В. Э. О.
Высочайшим приказом от 1.01.1876 № 1, по ведомству Министерства народного просвещения, производится, за отличие, в чин тайного советника.
С 10.05.1876 избран членом комиссии для пересмотра и закрытия музеев И. Э. В. О.
Главный инициатор, с 25.11.1876 - член, затем председатель Комиссии сельскохозяйственного отделения И. В. Э. О. по исследованию в 1877 – 1878 годах русских чернозёмов европейской части России и в 1879 – 1881 годах редактировал издание обществом первых выпусков «Физико-химических исследований почвы и подпочвы черноземной полосы Европейской России», а издание в 1883 году, по итогам предпринятых экспедиций, сочинения «Русский чернозем», знаменитый русский ученый-почвовед В.В. Докучаев посвятил памяти А.И. Ходнева.
С 4.12.1876 избран членом комиссии III-го отделения И. В. Э. О. по изданию «Русского политико-экономического словаря». С 18.12.1876 избран членом особой Комиссии III-го отделения И. В. Э. О. по разработке программы и редакционным наблюдением за «Земским ежегодником», издаваемого И. В. Э. О. с 1878 года (первый выпуск - за 1876 год). В том же - 1876 году, избран почётным членом (в С.-Петербурге) учреждённого Кубанского экономического общества.
С 1.02.1877 избран членом и председателем Комиссии по льноводству при II отделении И. В. Э. О. для разработки мер к улучшению льняного промысла в России, с 5.03.1877 председательствовал в собраниях и в 1-м и 2-м съездах льноводов при И. В. Э. О., и редактировал «Протоколы собраний льноводов», издаваемые обществом.
С 17.12.1877 избран членом комиссии И. В. Э. О. по исследованию сельской поземельной общины. Составил предисловие к изданию «Сборник материалов для изучения сельской поземельной общины. Издание Императорских Вольного экономического и Русского географического обществ» (СПб., 1880. Т. I.).
С 16.02.1878 избран членом комиссии И. В. Э. О. по составлению проекта «Положения о низших сельскохозяйственных школах»; в том же - 1878 году, избран членом комиссии по разработке противопожарных мер в сельском хозяйстве.
В 1877/78 академическом году назначен председателем комиссии Министерства народного просвещения по рассмотрению учебников по химической технологии, представленных на соискание Премии императора Петра Великого, по разряду реальных училищ, и награжден золотой медалью министерства за труды по конкурсу.
С 21.12.1878 состоял членом Распорядительного комитета 1-й С.-Петербургской молочно-хозяйственной выставки, организованной И. В. Э. О. в период с 25 по 31.10.1879, и с 23.10.1879 избран членом экспертной комиссии по III отделу выставки (модели, книги, карты, планы, рисунки, статистические работы и другие научные и учебные пособия, и приборы для научного исследования и для контроля молока).
Указом от 1.01.1879 пожалован, за отличие и труды, по должности члена Ученого комитета Министерства народного просвещения, кавалером ордена Святого Владимира 2-й ст.
С ноября 1879 состоял членом комиссии И. В. Э. О. по участию общества в 15-й Всероссийской промышленно-художественной выставке, проходившей в Москве с 15 мая по 15 сентября 1881 года.
С 20 по 30.12.1879 - участник VI Съезда русских естествоиспытателей и врачей в С.-Петербурге, по секциям геологии и минералогии. В четвертом соединенном заседании секций геологии и минералогии от 29.12.1879 года, совместно с В.В. Докучаевым и др. лицами, стал одним из инициаторов предложения съезда, на имя министра государственных имуществ, об основании в С.-Петербурге Почвенного музея.
В 1870-х годах Ходневым были изданы: «О приготовлении искусственного коровьего масла» (СПб., 1876),  «Тайны неба и земли» (СПб., 1877), «Протоколы собраний льноводов» (СПб., 1878) и «Физико-химические исследования почвы и подпочвы чернозёмной полосы Европейской России» (СПб., 1879).

#### Служба в Санкт-Петербурге (1880 - 1883)
С 26.02.1881 избран депутатом И. В. Э. О. для участия в первом общем Сельскохозяйственном съезде при Министерстве государственных имуществ.
Приказом от 19.05.1881 № 4 министра народного просвещения, уволен, согласно прошению, от звания члена Ученого комитета Министерства народного просвещения, с 4.04.1881, с назначением почётным членом этого комитета; с 4.04.1881 по 5.03.1883 года  – почётный член Ученого комитета Министерства народного просвещения.
С 1.05.1881 – член Комиссии (и председатель её технической подкомиссии), по вопросу об очистке воды для предупреждения осаждения накипей в паровозных котлах, образованной при Министерстве путей сообщений.
Высочайшим приказом от 27.12.1881 № 60, по Интендантскому ведомству, назначен, из членов Технического комитета Главного интендантского управления Военного министерства - постоянным членом IV класса того же комитета.  
С 18.03.1882 избран членом Ремонтной комиссии для наблюдения за производством работ по дому И. В. Э. О. под руководством инженера и архитектора Н. А. Курвуазье.
В том же – 1882 году, назначен членом экспертной комиссии по III отделению (сельскохозяйственных произведений и съестных припасов) Всероссийской художественно - промышленной выставки в Москве.  
Указом от 30.08.1882 пожалован, за отличие и труды, по Интендантскому ведомству и Главному артиллерийскому управлению, кавалером ордена Белого Орла.
Несмотря на прошение об отставке, в собрании от 25.11.1882 года, по многочисленным просьбам должностных лиц и членов И. В. Э. О., в последний раз избран учёным секретарем общества на восьмое трёхлетие и, одновременно с избранием, удостоен звания почётного члена Императорского Вольного экономического общества.
На заседании Вольного экономического общества он и умер 5 (17) марта 1883 года от аневризма.

### Память
В воздаяние особых трудов и заслуг учёного секретаря, в годовом общем собрании Императорского Вольного экономического общества от 26.03.1887 года, единогласно принято постановление об учреждении золотой медали общества в 30 червонцев в память А. И. Ходнева, присуждаемая за общие труды как в целом по обществу, так и за труды по отделениям И. В. Э. О.

## Cемья

### Жена
Ходнева Эмилия Федоровна (1827 – 25.05.1902, С.-Петербург) - вдова тайного советника.

#### Сын
Ходнев Анатолий Алексеевич (25.11.1851 - после 1917) - статский советник, член С.-Петербургской судебной палаты. С семьей жил и служил в С.-Петербурге.
Родился в Харькове. Крещен 27.12.1851 года. Восприемники: коллежский асессор Иаоким (Аким) Владимирович Кочетов и ротмистрша Анна Карловна Винтерфельд. С 1860 по 1870 год обучался в Реальной гимназии (реальном отделении) Училища Святой Анны в С.-Петербурге (Анненшуле), курс которой окончил 11.07.1870 года. Ввиду отсутствия, согласно выданному аттестату, экзамену по латинскому языку, с 1 сентября 1870 года поступил вольнослушателем на юридический факультет С.-Петербургского университета, по разряду юридических наук. Выдержав 7.05.1871 года дополнительный экзамен по латинскому языку в С.-Петербургской пятой мужской гимназии, 28.07.1871 года подал прошение о допуске к вступительному испытанию для поступления на юридический факультет С.-Петербургского университета. С 3.09.1871 года зачислен в число студентов 1-го курса юридического факульетат, по разряду юридических наук. В это время проживал на углу улиц Надеждинской и Бассейной, в доме под № 19 (Лонгиновой), кв. № 27. 15 сентября и 2 октября 1871 года дважды подавал прошение декану юридического факультета, с просьбой разрешить сдачу в 1871/1872 академическом году экзаменов за два года обучения (1870/1871 и 1871/1872), необходимых для перехода с 1-го на 2-й, и со 2-го на 3-й курсы, в которых было отказано. В виду продолжительной болезни весной 1872 года не сдал в срок переходные экзамены за 1-й курс и 19.06.1872 года подал прошение о разрешении сдать переходные экзамены в августе 1872 года, в котором было отказано. Таким образом, с 1 сентября 1872 года вновь, третий академический год подряд, должен был учиться на 1-м курсе юридического факультета. Подал прошение от 3.10.1872 года на имя ректора университета, о предоставлении отпуска на месяц, для перехода в Императорский Харьковский университет, по слабости здоровья, которое было удовлетворено. 9.10.1872 года в С.-Петербургский университет поступило отношение от ректора Харьковского университета, о переводе А. А. Ходнева в Харьковский университет, при отсутствии к тому препятствий.  27.10.1872 года уволен из С.-Петербургского университета и перевелся на 1 курс юридического факультета Харьковского университета. По окончании юридического факультета Императорского Харьковского университета, со званием кандидата прав, приказом по ведомству Министерства юстиции от 5.10.1876 года № 38, определяется в службу в ведомство Министерства юстиции, с причислением к министерству. В том же - 1876 году, показан членом-подписчиком Третьего Международного съезда ориенталистов, проходившего в С.-Петербурге. Сенатский указом от 20.01.1877 года № 16, утвержден, по Министерству юстиции и его ведомству, в чине коллежского секретаря, по степени кандидата Харьковского университета, со старшинством с 5.10.1876 года. Назначен младшим помощником обер-секретаря общего собрания и соединенного присутствия I-го и кассационных департаментов Правительствующего Сената. ВП от 29.12.1878 года № 51, по Министерству юстиции, производится, за отличие по службе, в чин титулярного советника, со старшинством с 5.10.1878 года. Приказом от 12.01.1880 № 2, по ведомству Министерства юстиции, по Правительствующему Сенату, назначен старшим помощником обер-секретаря общего собрания и соединенного присутствия 1-го и кассационных департаментов Сената, с 1.01.1880 года. Указом от 1.01.1882 года пожалован кавалером ордена Святого Станислава 3 степени. Приказом от 15.11.1885 года № 50, по ведомству Министерства юстиции, по Департаменту Министерства юстиции, назначен редактором Департамента Министерства юстиции, с 7.11.1885 года. Приказом от 5.10.1886 № 43, по Министерству юстиции, по Правительствующему Сенату, назначен чиновником за обер-прокурорским столом, сверх комплекта, в V департаменте Сената, с 24.09.1886 года. Указом от 1.01.1888 года пожалован кавалером ордена Святого Владимира 4 степени. Сенатским указом от 23.03.1889 года № 38, производится, за выслугу лет, в коллежские советники, со старшинством с 5.10.1888 года. С оставлением в должности, назначен и. о. обер-секретаря Уголовного кассационного департамента Сената. Указом от 28.12.1890 года пожалован кавалером ордена Святого Станислава 2 степени. Сенатским указом от 27.01.1893 года № 13, произведен, за выслугу лет, в статские советники, со старшинством с 5.10.1892 года. ВП от 15.12.1893 года № 84, по Министерству юстиции, назначен членом С.-Петербургской судебной палаты. ВП от 17.01.1904 года № 6, по ведомству Министерства юстиции, уволен от службы, согласно прошению, по болезни, с мундиром, означенной должности присвоенным.
Был женат на Ольге Николаевне, урожденной Кузнецовой. В браке дочь - Антонина, воспитывалась в Петроградской М.Н. Стоюниной женской гимназий, затем училась в Петроградской консерватории Императорского Русского музыкального общества. После отставки жил с семьей в Павловске (ул. Конюшенная, дом № 15), затем в Петрограде (ул. Можайская, дом № 37-39).
Ходнев Владимир Алексеевич (1853 - после 1917) - надворный советник, чиновник Министерства финансов. С семьей жил и служил в Москве.
С 27.04.1881 года состоял в браке с 24-летней девицей Надеждой Николаевной Булановой, дочерью коллежского советника Николая Буланова (умер в мае 1878 года), служившим по ведомству Министерства финансов помощником смотрителя кладовой Экспедиции заготовления государственных бумаг. Венчались в церкви Святого Никанора, что при Доме призрения малолетних бедных Императорского Человеколюбивого общества в С.-Петербурге.
Поручители по жениху: младший брат - дворянин Алексей Алексеевич Ходнев, и коллежский регистратор Сергей Александрович Васильев. Поручители по невесте: зять - присяжный поверенный Сергей Семёнович Соколов, муж сестры Лидии, и инженер-поручик Павел Васильевич Глаголев.
- Глаголев Павел Васильевич (? – июль 1893) – военный инженер, поручик Гренадерского саперного Е. И. Высочества великого князя Петра Николаевича батальона, участник Русско-турецкой войны 1877-1878 годов, в должности заведовавшего оружием батальона. Впоследствии инженер-капитан в отставке, деятельный и видный член-сотрудник Императорского Вольного экономического общества, по всем трем отделениям, с 1885 по 1893 год, работавший в должности бухгалтера и смотрителя общества, нередко исполнял обязанности библиотекаря общества. Член совета общества, избирался членом многих комиссий И. В. Э. О., в том числе членом комиссии общества по разработке биографии А. И. Ходнева и увековечению его памяти. Видный член Русского общества пчеловодства, один из основоположников научных методов ведения пчеловодства, разработавший систему пчеловодных записей, автор нескольких трудов по пчеловодству, в том числе классического сочинения «Указатель при выборе медоносных растений для их разведения», изданного в 1888 году. Умер в С.-Петербурге в период с 17 по 24 июля 1893 года.

Владимир Алексеевич Ходнев, по окончании юридического факультета Императорского Харьковского университета, со званием действительного студента, с утверждением в чине губернского секретаря определен в службу, по Военно - судебному ведомству Военного министерства, кандидатом на военно-судебные должности при прокуроре С.-Петербургского военно-окружного суда. В этом чине и в той должности в марте 1880 года успешно защищал рядового лейб-гвардии Павловского полка Ахуньяна Измайлова, обвинявшегося в нанесении с умыслом тяжких, подвергающих жизнь опасности, побоев, последствием которых были увечье и тяжелая рана гражданского лица. Военный суд счел обвинение против рядового Измайлова оговором и недоказанным, и постановил его, по суду, считать оправданным.
С 30.10.1880 года переведен, из ведомства Военно-судебного, в ведомство Министерства финансов, с причислением к министерству. После свадьбы, вместе с супругой отправился в медовый отпуск: приказом министра финансов от 30.04.1881 года № 8, уволен в отпуск, внутри империи, в Московскую и Харьковскую губернии, на три месяца. С 18.06.1881 года произведен, за выслугу лет, в чин коллежского секретаря. Назначен помощником столоначальника по Департаменту торговли и мануфактур Министерства финансов. С 18.06.1884 года произведен, за выслугу лет, в чин титулярного советника. С 1.09.1885 года причислен к Департаменту неокладных сборов Министерства финансов. Произведен в чин коллежского асессора и переведен в Москву, на должность секретаря Московского акцизного управления. Указом от 24.03.1890 года пожалован, по засвидетельствованию министра финансов об отлично-усердной службе и особых трудах, кавалером ордена Святого Станислава 3 степени. Сенатским указом от 14.10.1891 года № 96, произведен, за выслугу лет, по Управлению акцизными сборами Московской губернии, в надворные советники, со старшинством с 18.06.1891 года. В том чине служил по 2-му округу Московского акцизного управления. С супругой - Надеждой Николаевной, проживал по Грузинскому переулку, в доме Гульшина, под № 23. Выйдя в отставку в том же чине надворного советника, до большевистского переворота 1917 года продолжал службу младшим нештатным контролером Московского губернского акцизного управления.
Ходнев Алексей Алексеевич (? - до 1917) - коллежский асессор, журналист. С семьей жил и служил в С.-Петербурге.
Высшего образования не имел. 27.04.1881 года был поручителем по жениху на свадьбе старшего брата - Владимира, с 24-летней девицей Надеждой Николаевной Булановой. Службу начал канцелярским служащим. Приказом по Государственному контролю от 15.09.1884 года, № 18, определен в службу из отставных канцелярских служащих – канцелярским чиновником Департамента военной и морской отчетности, с 1.09.1884 года. Вскоре вышел в отставку, по прошению, без награждения чином. С 1879 по 1889 год, под разными псевдонимами, сотрудничал в юмористических журналах и газетах «Будильник» (1881-1888), «Стрекоза» (1879), «Фаланга» (1881), «Гусли» (1882), «Развлечение» (1884) и «Минута» (1887). В 1889 году избран членом-сотрудником Императорского Вольного экономического общества, по I-му (сельского хозяйства) отделению.
В том же - 1889 году, приказом по Министерству финансов от 19.10.1889 года № 45, из отставных канцелярских служителей определен в службу, по Государственным кредитным установлениям – в Государственный банк (в С.-Петербурге), помощником контролера 3-го разряда, с 2.04.1889 года. Сенатским указом от 6.03.1891 года № 35, по Государственному банку, его конторам и отделениям, произведен, за выслугу лет, в чин коллежского регистратора, со старшинством с 17.05.1885 года. Приказом министра финансов от 23.01.1892 года № 4, назначен, по Государственному банку, помощником контролера 2 разряда, с 16.10.1891 года. Сенатским указом от 7.03.1892 года № 286, производится, за выслугу лет, по Государственному банку, в губернские секретари, со старшинством с 27.09.1891 года. Приказом управляющего Министерством финансов от 24.08.1895 года № 4, по Государственным кредитным установлениям, назначен, по Управлению государственных сберегательных касс, из числящихся в штате Государственного банка помощников контролера 2 разряда, – счетным чиновником 1 разряда Управления государственных сберегательных касс, с 1.07.1895 года. В том же - 1895 году, по прошению, уволен от должности, с причислением к Министерству финансов.
В 1896 году определён сотрудником редакции газеты «Правительственный вестник». Как сотрудник газеты командирован от правительства членом высочайше учрежденного Всероссийского торгово-промышленного съезда 1896 года в Нижнем Новгороде, работавшего во время знаменитой Нижегородской выставки. Участник 3-6-го заседаний съезда 8-10.08.1896 года.
Приказом министра финансов от 27.03.1898 года № 13, уволен от службы, за истечением срока причисления к министерству, в чине титулярного советника.
Был в отставке до 12.12.1903 года. Занимался журналистикой, работал в редакции «Правительственного вестника». Служил чиновником с-петербургского городского управления. С 21.04.1899 года - издатель-редактор  временной газеты «Листок петербургской ремесленной выставки», издававшейся в период работы С.-Петербургской ремесленной выставки 1899 года, проводившейся в Соляном городке, по инициативе Императорского Русского технического общества. На 1.02.1903 года, по прежнему, состоял членом-сотрудником Императорского Вольного экономического общества, по 1-му отделению. С февраля 1901 по октябрь 1905 годах служил чиновником С.-Петербургской городской управы - в должности ревизора городских сборов, по Выборгской части города.
Высочайшим приказом от 12.03.1904 года № 18, по Ведомству учреждений императрицы Марии, из отставных титулярных советников определен на службу вновь - почетным членом С.-Петербургского совета детских приютов, с 12.12.1903 года. Высочайшим приказом от 22.12.1906 года № 92, по Ведомству учреждений императрицы Марии, производится, за выслугу лет, в чин коллежского асессора, со старшинством с 12.06.1906 года. Высочайшим приказом от 23.06.1908 года № 41, по Ведомству учреждений императрицы Марии, уволен от службы, за неисполнение принятых на себя обязанностей почётного члена С.-Петербургского совета детских приютов, с 30.04.1908 года.
Был женат на девице Вассе Семёновне, в браке имел детей. В 1906 - 1908 годах с семьей проживал в доме № 2, по Верейской улице С.-Петербурга. Здесь в ноябре 1906 года проводилась аукционная продажа, за долги, по решению С.-Петербургского коммерческого суда, движимого имущества А. А. Ходнева - мебели, оцененной в 308 рублей. Здесь же 1.01.1907 года, после продолжительной и тяжелой болезни, скончалась его супруга - Васса Семёновна.
После увольнения из Ведомства учреждений императрицы Марии занимался журналистикой. Издавал, в основном, временные рекламные газеты, посвященных тем или иным просветительским событиям в столице. С 19 января по 19 марта 1908 года - издатель-редактор ежедневного журнала (газеты) «Вестник международной выставки современных приборов освещения и нагревания», проводившейся в С.-Петербурге Императорским Русским техническим обществом. Одновременно с этим изданием, с 19 марта 1908 года получил разрешение издавать еженедельно «Листок Второй женской гигиенической выставки», организованной Российским обществом охранения народного здравия. С 15-19 июня 1908 года - издатель-редактор еженедельной «Дачной газеты».

#### Дочь
Соколова Лидия Алексеевна, урождённая Ходнева (1850 – 8.11.1937, Харбин, Китай) – вдова присяжного поверенного. С 18.04.1862 по 22.04.1867 г. училась в Императорском воспитательном обществе благородных девиц (Смольном институте), воспитанница 35-го выпуска. С 5.06.1872 года в 22-летнем возрасте в С.-Петербурге вступила в брак с 29-летним Сергеем Семеновичем Соколовым, кандидатом прав С.-Петербургского университета, присяжным поверенным. Венчание состоялось в Сергиевском Всей артиллерии соборе. Поручители по жениху: титулярный советник Николай Александрович Полетаев, выпускник юридического факультета Московского университета, известный юрист, присяжный поверенный и русский энтомолог, вице-президент Русского энтомологического общества в 1885 - 1890 годах, автор многих сочинений по гражданскому и уголовному праву, и по энтомологии;  кандидат права Богдан Иванович Ханенко, выпускник юридического факультета Московского университета, впоследствии известный государственный и политический деятель, меценат. Поручители по невесте: отец её, действительный статский советник Алексей Иванович Ходнев и известный с.-петербургский присяжный поверенный, коллежский секретарь Владимир Дмитриевич Рычков, выпускник юридического факультета Казанского университета, издатель-редактор газет «Судебный вестник» и «Северный вестник», участник суда по делу тайного общества «Русская социально-революционная партия» («Процесса двадцати»), в котором защищал Г. П. Исаева.  После смерти мужа из С.-Петербурга переехала к сыну - Сергею, в Харбин, где жила и скончалась.
Зять - Сергей Семенович Соколов (1843 - 1911) – юрист, известный с.-петербургский адвокат и общественный деятель. Происходил из духовного сословия, воспитывался в Калужской духовной семинарии (выпуск 1862 г.), был однокурсником митрофорного протоиерея церкви св. Михаила Архангела при Михайловском дворце в С.-Петербурге, духовника семьи великого князя Михаила Николаевича, а в 1910 г. назначенного царским духовником, Георгия Ивановича Титова.
В 1869 г. окончил курс юридического факультета С.-Петербургского университета, со степенью кандидата. После окончания университета и до конца жизни служил присяжным поверенным округа С.-Петербургской судебной палаты и присяжным стряпчим при С.-Петербургском коммерческом суде. Член С.-Петербургского совета присяжных поверенных, нередко председательствовал на общих годовых собраниях столичных присяжных поверенных. Действительный член С.-Петербургского юридического общества, по уголовному отделению, избирался членом различных комиссии общества. Участник суда по делу тайного общества «Русская социально-революционная партия» («Процесса двадцати»), в котором защищал Н. Е. Суханова.
Состоял членом политической партии «октябристов» («Союза 17 октября»): депутатом от партии «октябристов», по Литейной части, с 17.11.1906 г. избран гласным С.-Петербургской городской думы, на 3-летие, с 1.01.1907 по 1.01.1910 г., а осенью 1909 г. избран на новое 3-летие; с 21.12.1906 г. избран членом участкового комитета «Союза 17-го октября» Литейного района С.-Петербурга.
В общем заседании С.-Петербургской городской думы от 31.01.1907 г. избран членом Юридического комитета (Юридической комиссии) при С.-Петербургской городской думе; в общем заседании Думы от 4.04.1907 г. избран членом Комиссии по народному образованию при С.-Петербургской думе, чуть позже - членом Финансового комитета (Финансовой комиссии) при С.-Петербургской городской думе; от юридической, финансовой и по народному образованию комиссий, избирался членом временных комиссий С.-Петербургской городской думы, по различным отраслям городского хозяйства.
В разное время избирался членом столичных общественных и благотворительных организаций: председатель совета С.-Петербургского общества музыкальных собраний; председатель ревизионной комиссии и действительный член Общества защиты детей от жестокого обращения в С.-Петербурге и окрестностях, состоящего под покровительством великой княгини Ольги Александровны; член совета и действительный член Общества вспомоществования бедным Пантелеимоновского прихода.
Умер весной 1911 года, не позднее 24 апреля, будучи с 20.10.1910 года избранным в члены подготовительной финансово-юридической комиссии С.-Петербургской городской думы, по рассмотрению претензии, заявленной обществом «Батиньоль» к с.-петербургскому городскому общественному управлению, по постройке Троицкого моста.

##### Внук
Сергей Сергеевич Соколов (после 1872 – 11.02.1940, Харбин, Китай) - прапорщик запаса, потомственный почетный гражданин, издатель-редактор, харбинский общественный деятель. Сын юриста, кандидата прав, с.-петербургского присяжного поверенного и присяжного стряпчего, гласного С.-Петербургской городской думы Сергея Семеновича Соколова и его жены - девицы Лидии Алексеевны Ходневой, воспитанницы Императорского Воспитательного общества благородных девиц. Бо́льшую часть взрослой жизни прожил в Харбине, где скончался и был похоронен вместе с матерью.
В период русско-японской войны 1904-1905 гг. владел в Харбине мукомольной мельницей, занимался поставкой провианта для военных нужд. С 1906 по 1907 г., с перерывами, возглавлял редакцию ежедневной общественно-политической, экономической и литературной газеты «Харбин». С 1908 по 1917 г. служил начальником Административного отделения Гражданской части Китайской восточной железной дороги. С 1910 г. член-учредитель Второго харбинского общества взаимного кредита. Принимал участие в борьбе с эпидемией легочной чумы в Харбине и его окрестностях в полосе отчуждения КВЖД в 1910-1911 гг.
По всеподданейшему докладу главноуправляющего Собственной Его Императорского Величества Канцелярией представления министра финансов о награждении некоторых служащих Управления КВЖД и лиц, временно состоявших в распоряжении сего управления, за труды, понесенные ими в борьбе с чумной эпидемией в районе означенной железной дороги в течение 1910 г., 28.09.1911 г. государь император всемилостивейши соизволил на пожалование (указ от 6.12.1911 г.) золотой медали с надписью - «За усердие», на Александровской ленте, начальнику Административного отделения Гражданского управления КВЖД, прапорщику запаса, С.С. Соколову.
В 1912 г. совместно с супругой – Екатериной Николаевной, в первом браке – Можаевой, открыл в Харбине первый детский сад («Детский маяк»), удостоенный на Выставке Приамурского края 1913 года, в честь 300-летия Дома Романовых, золотой медали.
С 1912 г. был женат на Екатерине Николаевне Можаевой, во втором браке Соколовой (ок. 1878 – 9.09.1935, Дайрен (Далянь), Китай, похоронена 11.09.1935 г. в Харбине) - вдове коллежского советника, доктора медицины Императорского Казанского университета, ординатора Харбинской центральной больницы Георгия Ивановича Можаева, умершего во время эпидемии легочной чумы в Харбине и похороненного в братской могиле чумных зараженных. Е. Н. Соколова в 1904 году с первым мужем и дочерью приехала в Харбин; от первого брака имела дочь - Варвару Георгиевну Можаеву, в замужестве Антик (11.04.1896, Казань - 1939, Китай), вышедшую замуж за присяжного поверенного Антик Мануила Александровича (4.06./19.11.1891, С.-Петербург - 1935, Китай). Повторно выйдя замуж не позднее 1912 г., со вторым мужем - С.С. Соколовым, внуком доктора химии и физики А.И. Ходнева, учредила первый в Харбине детский сад, в котором служила педагогом-воспитателем, состояла членом Петроградского землячества в Харбине, председателем которого был С.С. Соколов.
С 1914 по 1917 г. избирался членом правления Харбинского общественного управления. Член-казначей Харбинского управления Российского общества Красного Креста. Член попечительного совета Харбинской общины сестер милосердия Российского общества Красного Креста.
Государь император, во внимание к особым трудам и заслугам, оказанным по учреждениям, состоящим по покровительством Е. И. В. государыни императрицы Марии Федоровны, 15.05.1915 г. всемилостивейши соизволил пожаловать (указ от 22.05.1915 г.): по Российскому обществу Красного Креста, золотую медаль с надписью – «За усердие», на Андреевской ленте, члену-казначею Харбинского местного управления и члену попечительного совета Харбинской общины сестер милосердия, потомственному почетному гражданину С.С. Соколову.
Член Харбинского общества теннисного и конькобежного спорта. Член и председатель попечительного совета гимназий М.А. Осаковской в Харбине, близким другом которой была его жена - Е.Н. Соколова. Член и председатель попечительского совета Монастырской больницы имени доктора В.А. Казем-Бека в Харбине. Член правления Российского Земляческого Единения (РЗЕ) и председатель Петроградского землячества в Харбине. С 1836 г. чл.-учредитель и первый председатель правления Общества старожилов г. Харбина и Северной Маньчжурии.
Воспитывал падчерицу - Варвару Георгиевну Можаеву (11.04.1896, Казань - 1939, Китай), с 26.07.1915 г. в С.-Петербурге вышедшую замуж за выпускника юридического факультета С.-Петербургского университета, присяжного поверенного Мануила Александровича Антик (1891, С.-Петербург - 1935, Китай).
Сочинения:
- Соколов С.С. Чума в Харбине и борьба с нею. Альбом (1910-1911). – Харбин: Изд. С.С. Соколов. 1912.
- Соколов С.С. Харбинское общество теннисного и конькобежного спорта. К двадцатилетнему юбилею 1909-1934 гг. - Харбин: Изд. А.Н. Новиков. Тип. Г.И. Сорокина. 1934.